# Alice Miller (Politikerin)
Alice Miller (* 22. März 1939 auf Long Island) ist eine US-amerikanische Politikerin und ehemalige Pädagogin. Sie gehörte zwischen 1996 und 2018 als Abgeordnete dem Repräsentantenhaus von Vermont an.

## Leben

### Privatleben, Ausbildung und Beruf
Sie kam auf Long Island im US-Bundesstaat New York zur Welt, wuchs aber in Shaftsbury (Bennington County, Vermont) auf. Dort besuchte sie zunächst die North Bennington High School, bevor sie ein Studium am Bennington College begann. Dieses schloss sie 1960 mit einem Bachelor ab und wechselte an das private und gemeinnützige Bank Street College of Education in New York City, wo sie 1964 ihren Master in Pädagogik erwarb. Anschließend widmete sie sich noch postgradualen Studien an der New York University.
Miller arbeitete im Forschungs- und Entwicklungsmanagement für Roche Diagnostics im Branchburg Township (New Jersey), ehe sie 1993 nach Shaftsbury zurückkehrte, um ihre Mutter zu pflegen. Dort wirkte sie in den folgenden Jahren als Ausbilderin für Sonderpädagogik, arbeitete als Sonderpädagogik-Beraterin für die Vermont Agency of Education und entwickelte ein Bildungs-Förderprogramm für einkommensschwache Familien im Umkreis der Stadt Brattleboro. Am Bennington College initiierte sie ein Netzwerk, um Studenten Praktika und zeitlich befristete Arbeitsstellen zu beschaffen.
Sie lebt noch immer in Shaftsbury und hat eine christlich-unitaristische Religionsauffassung.

### Politisches Wirken
Nach ihrer Rückkehr nach Shaftsbury Anfang der 1990er Jahre wurde Miller in das städtische „selectboard“ (Stadtrat) gewählt. Für die Demokratische Partei trat sie im November 1996 bei den Wahlen zum Repräsentantenhaus von Vermont an und gewann deutlich gegen den Republikaner Rickey L. Harrington. Sie konnte ihren Sitz bei jeder der zweijährlichen Wahlen verteidigen – oft sogar, ohne dass ein Gegenkandidat antrat. Miller vertrat im Repräsentantenhaus den Wahlkreis Bennington-3 und war Mitglied im Ausschuss für Bildung. Zur Wahl am 6. November 2018 trat sie nicht erneut an und schied somit aus dem Repräsentantenhaus aus.
Darüber hinaus engagierte sie sich im Work Force Investment Board for Bennington County, im Bennington Learning Institute, bei den Bennington Business and Professional Women sowie in der American Association of University Women. Sie war Delegierte Vermonts im New England Board of Higher Education und saß im Bewilligungsausschuss für Fischerei und Natur.

| Wahldatum  | (Haupt-)Gegenkandidat    | Stimmen für Miller | Millers Anteil an den gültigen Stimmen |
| ---------- | ------------------------ | ------------------ | -------------------------------------- |
| 07.11.1996 | Rickey L. Harrington (R) | 1077               | 59,60 %                                |
| 03.11.1998 | nicht verfügbar          | nicht verfügbar    | nicht verfügbar                        |
| 07.11.2000 | Ken Coonradt (R)         | 1104               | 52,25 %                                |
| 05.11.2002 | Charles Bushey (R)       | 946                | 51,86 %                                |
| 02.11.2004 | Bob Perry (R)            | 1196               | 54,74 %                                |
| 07.11.2006 | —                        | 1308               | 100,00 %                               |
| 04.11.2008 | —                        | 1623               | 100,00 %                               |
| 02.11.2010 | Francis Kinney (R)       | 984                | 57,88 %                                |
| 06.11.2012 | —                        | 1485               | 100,00 %                               |
| 04.11.2014 | —                        | 823                | 95,04 %                                |
| 08.11.2016 | —                        | 1517               | 100,00 %                               |